# Monteparano

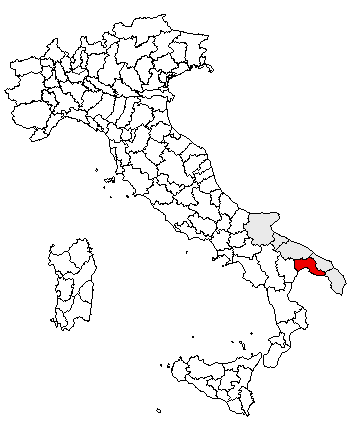
Tỉnh Taranto

Monteparano là một đô thị ở tỉnh Taranto, vùng Apulia đông nam nước Ý. Đô thị này có diện tích km², dân số thời điểm ngày 31 tháng 12 năm 2006 là 2361 người.
Các đô thị giáp ranh: Carosino, Roccaforzata, San Giorgio Ionico, Taranto.